# 17139 Malyshev
17139 Malyshev (1999 JS86) là một tiểu hành tinh vành đai chính được phát hiện ngày 12 tháng 5 năm 1999 bởi Nhóm nghiên cứu tiểu hành tinh gần Trái Đất phòng thí nghiệm Lincoln ở Socorro.